# Es Portal
Es Portal és una obra defensiva, actualment utilitzada com a element de comunicació de Cadaqués (Alt Empordà) inclosa a l'Inventari del Patrimoni Arquitectònic de Catalunya.

## Descripció
Situat davant del mar, a la Platja Gran, i en el sector de la Platja des Portal a la qual dona nom.
Format per unes arcades i un passadís cobert que pertanyien al portal de llevant del recinte de la muralla medieval de Cadaqués. Encara avui és un dels accessos principals al nucli primitiu de la vila. El portal té tota l'estructura remolinada i emblanquinada. Les obertures són d'arc escarser i d'arc carpanell, aquesta més ampla, ja que el passadís té els murs laterals convergents vers la porta. La volta interior és rebaixada. Els murs de l'interior del passadís han patit modificacions provocades per les obertures de les cases. Destaca al costat nord, la fornícula de la Verge del Portal, en forma de finestra gòtica amb llinda d'arquet conopial sobre mènsules de quart de cercle. Al centre de la llinda hi ha un motiu lobulat que té al mig una petita creu en relleu. Sota l'arquet hi ha una roseta, també esculpida. Dins de la fornícula s'ha col·locat una imatge moderna (de pedra artificial). Es troba arrebossat i pintat de color blanc. El sòl conserva bé l'empedrat de lloses de cantell, característic del barri vell de Cadaqués.
Un cop travessat el tram cobert es troben els dos carrers més importants d'aquest nucli, el carrer del Dr. Callís-transversal- i l'inici del carrer del Call.

## Història
La situació de Cadaqués vora el mar fa suposar que degué tenir obres de fortificació molt aviat, defensant el turó del Fondal on s'aglevà la població antiga. A partir del 1280, en la documentació, tan aviat s'esmenta amb el nom de "castell" com amb el de "vila".
El mateix any el comte d'Empúries, Ponç- Hug IV, confirmà els privilegis concedits pels seus antecessors als habitants de la vila i "castell" de Cadaqués. Possiblement amb anterioritat, el lloc ja hauria estat fortificat: l'any 1261, Ponç- Hug III d'Empúries havia permutat amb Ponç del Vernet la vila de Cadaqués pels castells de Millars, Talteüll i Torrelles, al Rosselló.
L'any 1316 el comte Malgaulí hagué de vendre la lleuda i altres drets del seu castell de Cadaqués. El setembre del 1470 la vila fou lliurada a les forces de Joan II i dos mesos més tard fou retornada la plaça per les tropes del Principat. Consta que el 1475 les defenses eren en part ruïnoses i és feien previsions per reparar-les.
Malgrat el recinte fortificat, la vila de Cadaqués patí sovint atacs de la pirateria, en especial, durant tot el segle xvi.